# Adalbert-Stifter-Schule
Adalbert-Stifter-Schulen sind nach dem österreichischen Schriftsteller, Maler und Pädagogen Adalbert Stifter (1805–1868) benannt. Sie befinden sich aufgrund des Todesortes vor allem in Oberösterreich, aber auch häufig in Bayern und Baden-Württemberg. Laut einer Angabe der Adalbert-Stifter-Schule in Fürth gibt es europaweit über 600 Adalbert-Stifter-Schulen.

## Deutschland
| Name                                                                                        | Ort                     | Bundesland          | Schulart                          | Details zur Namensgebung |
| ------------------------------------------------------------------------------------------- | ----------------------- | ------------------- | --------------------------------- | --- |
| Adalbert-Stifter-Gymnasium                                                                  | Castrop-Rauxel          | Nordrhein-Westfalen | Gymnasium                         | Die im Jahr 1884 gegründete Schule wurde nach dem Zweiten Weltkrieg nach Stifter benannt. |
| Adalbert-Stifter-Gymnasium                                                                  | Passau                  | Bayern              | Gymnasium                         | Das heutige Gymnasium ging 1965 aus einer Kreisgewerbe- und späteren Oberrealschule hervor und wurde dabei nach Stifter benannt. |
| Adalbert-Stifter-Realschule                                                                 | Heidenheim an der Brenz | Baden-Württemberg   | Realschule                        | |
| Städtische Adalbert-Stifter-Realschule                                                      | München-Haidhausen      | Bayern              | Realschule                        | Die 1965 als Realschule für Mädchen und Buben gegründete Schule erhielt im März 1966 ihren Namen. |
| Adalbert-Stifter-Realschule                                                                 | Schwäbisch Gmünd        | Baden-Württemberg   | Realschule                        | |
| Adalbert-Stifter-Schule                                                                     | Erlangen                | Bayern              | Grundschule                       | |
| Adalbert-Stifter-Schule                                                                     | Esslingen am Neckar     | Baden-Württemberg   | Hauptschule mit Werkrealschule    | |
| Adalbert-Stifter Grund- und Mittelschule                                                    | Forchheim               | Bayern              | Grund- und Mittelschule           | |
| Adalbert-Stifter-Schule bzw. Adalbert-Stifter-Volksschule.                                  | Fürth                   | Bayern              | Grundschule                       | Die Vorgängerschule war in einer Baracke an der Adalbert-Stifter-Straße untergebracht. Schon diese Barackenschule wurde das Stifterschulhaus genannt. Dieser Name blieb auch für den Neubau 1974 erhalten, obwohl er an einer ganz anderen Straße erfolgte. |
| Adalbert-Stifter-Hauptschule bzw. Hauptschule Geretsried an der Adalbertstifterstraße       | Geretsried              | Bayern              | Hauptschule                       | 1969/70 entstand aus der evangelischen Bekenntnisschule die Hauptschule an der Adalbert-Stifter-Straße, die alsbald im Volksmund Adalbert-Stifter-Hauptschule genannt wurde.                                                                                |
| Adalbert-Stifter-Schule bzw. Adalbert-Stifter-Grundschule                                   | Heusenstamm             | Hessen              | Grundschule                       | |
| Adalbert-Stifter-Schule                                                                     | Kaufbeuren-Neugablonz   | Bayern              | Grundschule                       | |
| Adalbert-Stifter-Schule bzw. Adalbert-Stifter-Volksschule bzw. Adalbert-Stifter-Grundschule | Marktoberdorf           | Bayern              | Grundschule                       | |
| Adalbert-Stifter-Schule                                                                     | Nürnberg                | Bayern              | Grund- und Hauptschule            | Mit Beschluss des Stadtrates vom 18. September 1963 |
| Adalbert-Stifter-Schule                                                                     | Ulm                     | Baden-Württemberg   | Grund-, Haupt- und Werkrealschule | |
| Adalbert-Stifter-Volksschule                                                                | Wegscheid               | Bayern              | Grund- und Hauptschule            | |
| Adalbert-Stifter-Schule                                                                     | Wiesbaden               | Hessen              | Grund- und Hauptschule            | 1949 |
| Adalbert-Stifter-Volksschule                                                                | Würzburg                | Bayern              | Grundschule                       | |

## Österreich
| Name                                                 | Ort                  | Bundesland     | Schulart                    | Details zur Namensgebung |  |
| ---------------------------------------------------- | -------------------- | -------------- | --------------------------- | --- |  |
| Adalbert-Stifter-Volksschule                         | Kirchschlag bei Linz | Oberösterreich | Volksschule                 | Der 1972 begonnene Neubau wurde unter diesem Namen im Schuljahr 1974/75 feierlich eröffnet. |  |
| Adalbert-Stifter-Gymnasium                           | Linz                 | Oberösterreich | Oberstufenrealgymnasium     | Das denkmalgeschützte Schulgebäude im späthistoristischen Stil wurde von 1904 bis 1905 durch die Oberösterreichische Baugesellschaft für eine ehemalige Lehrerbildungsanstalt des katholischen Schulvereines erbaut. |  |
| Adalbert-Stifter-Praxismittelschule der Diözese Linz | Linz                 | Oberösterreich | Neue Mittelschule           | |  |
| Adalbert-Stifter-Schule                              | Ried im Innkreis     | Oberösterreich | Sonderpädagogisches Zentrum | |  |
| Adalbert-Stifter-Schule                              | Ulrichsberg          | Oberösterreich | Volksschule                 | |  |
| Adalbert-Stifter-Schule                              | Ulrichsberg          | Oberösterreich | Neue Mittelschule           | |  |